# Arrêt de règlement
En Ancien droit français, un arrêt de règlement est une décision solennelle, prise par une cour souveraine (en particulier les Parlements), qui est de portée générale et qui s'impose à l'avenir aux juridictions inférieures.
Les arrêts de règlements sont présentés en article numérotés comme des lois, voire comme de véritables codes.
Les arrêts de règlement désignent une pratique courante jusqu’en 1789, par laquelle les Parlements d’Ancien Régime rendaient une décision solennelle de portée générale, abstraite et qui s'imposait aux juridictions inférieures. Ces arrêts valaient pour l’avenir et à l’égard de tous, tout comme la loi.
Attentatoires de par leur nature même au principe de la séparation des pouvoirs, ces arrêts ont été par la suite prohibés par les rédacteurs du Code civil à l’article 5 qui énonce qu’ « il est défendu aux juges de prononcer par voie de disposition générale et réglementaire sur les causes qui leur sont soumises ».

## En droit positif

### Ancien Régime
Ni le roi, ni les parlements, ni les autres cours souveraines, ni les États généraux ne possédaient un véritable pouvoir judiciaire dans les domaines civil et pénal dont le droit avait un caractère coutumier, y compris dans les pays de droit écrit où le droit romain avait pris la forme de coutumes.
Le droit canon, qui concerne entre autres, le domaine du mariage, est lui aussi indépendant des autorités civiles et judiciaires.
Le pouvoir législatif du roi est essentiellement limité à prendre des dispositions, équivalentes de ce qu'on appelle aujourd'hui des règlements d'administration publique, portant sur l'organisation de l'armée, de la justice (cours, procédures), de la monnaie, de l'économie (professions, commerce), de l'état civil, des routes, de l'administration, de la langue, des domaines, etc.
La rédaction, la publication et la réformation des coutumes sont faites à l'initiative du roi, mais elles s'appuient sur un processus d'enquêtes publiques très long et très complexe visant à dégager et à s'assurer d'un consensus, voire d'une unanimité (telle loi, tel usage n'est plus suivi depuis très longtemps, ou a changé).
Les parlements doivent appliquer des lois qui sont anciennes, et à défaut, ils peuvent rendre des décisions de justice en équité. Il se dégage ainsi dans chaque ressort une jurisprudence qui est périodiquement rédigée en articles et consacrée par une formation solennelle toutes chambres réunies, dans un arrêt de règlement. Ces arrêts de règlement sont admirables par la concision et la netteté de leurs articles.

### Époque contemporaine
La Révolution française ayant institué un pouvoir législatif, dévolu dans le cadre de la convocation des États généraux par le Roi, dont une partie se transforma en 1789 en Assemblée constituante puis législative, il a paru envisageable de pouvoir rédiger des codes de lois et d'abandonner la jurisprudence comme source de droit.

Il a donc été interdit aux juridictions françaises de rendre des arrêts de règlement. Ainsi, l'article 5 du code civil français dispose : 
«  Il est défendu aux juges de prononcer par voie de disposition générale et réglementaire sur les causes qui leur sont soumises.  »

L'article 1355 du code civil français dispose : 
«  L'autorité de la chose jugée n'a lieu qu'à l'égard de ce qui a fait l'objet du jugement. Il faut que la chose demandée soit la même ; que la demande soit fondée sur la même cause ; que la demande soit entre les mêmes parties, et formée par elles et contre elles en la même qualité. »
Il résulte de ces articles que la jurisprudence ne devrait pas être une source du droit. 
Cependant, les juridictions possèdent un large pouvoir d'interprétation de la loi - et même, en vertu de l'article 4 du code civil français, un certain pouvoir prétorien : "Le juge qui refusera de juger, sous prétexte du silence, de l'obscurité ou de l’insuffisance de la loi, pourra être poursuivi comme coupable de déni de justice". En effet, cet article 4 oblige, sous réserve des dispositions de l'article 5, le juge à créer du droit si nécessaire. 
Dans des arrêts dits de « principe » la Cour de cassation, le Conseil d'État ou le tribunal des conflits appliquent une solution qu'ils vont appliquer ensuite à chaque arrêt similaire, comme s'il existait effectivement une règle de droit. Cela est particulièrement vrai dans le domaine du droit administratif, dont la plupart des normes ont été dégagées par le Conseil d’État.
Néanmoins les tribunaux et cours ne sont pas liés par leurs décisions précédentes et peuvent à tout moment effectuer un revirement de jurisprudence. De plus, le législateur peut venir s'opposer à une solution jurisprudentielle en édictant une loi contraire à celle-ci.